# Bannach
Bannach est une municipalité brésilienne située dans l'État du Pará.